# ディエゴ・ロドリゲス・ポルセロス
ディエゴ・ロドリゲス・ポルセロス（スペイン語：Diego Rodríguez Porcelos, ? - 885年?）は、第2代カスティーリャ伯（在位：873年 - 885年）。カスティーリャ伯ロドリゴの息子。ベラ・ヒメネスがアラバを支配していたため、ディエゴは父ロドリゴと異なりアラバを統治することはなかった。アストゥリアス王アルフォンソ3世の治世中の882年から884年まで、ディエゴはブルゴスとウビエルナの再植民を担った。

## 生涯
882年の少し前、ディエゴはポンテコルボに城を築き、882年および883年にここから軍事作戦を実施し、エブロ川流域を併合しようとしている大規模なアラブ軍と対決した。彼はまた、アルランソン川に沿って防御線を築き、884年には前哨基地を建設しこれが後にブルゴスに発展した。また、ディエゴはオカ（昔のアウカ）の司教座を復活させたとみられる。ディエゴの没年月日と場所は年代記で一致しないが、『Chronica Naierensis』に記されているように885年である可能性が最も高く、その年の1月31日にコルヌディリャで、おそらくバヌ・カシ家に従うイスラム軍との戦いにおいて戦死したとみられる。一方、フスト・ペレス・デ・ウルベルなどの他の歴史家は、ディエゴの没年を890年としている。ディエゴはサン・フェリセス・デ・オカ（現在のビジャフランカ・モンテス・デ・オカ）の修道院に埋葬されたとみられている。ディエゴの死後、カスティーリャは932年までいくつかの伯領に分割され統治された。

## 子女
妻の名は不明であるが、ディエゴが死去した時まだ若かったとみられる。
- ゴメス・ディアス - フェルナン・ゴンサレスの長男ゴンサロ・フェルナンデスと結婚したフロニルデ・ゴメスは、このゴメス・ディアスの娘とみられる[6][7] 。
- ゴンサロ・ディアス - 921年2月3日に妻のマリアと一緒にサン・ペドロ・デ・カルデーニャ修道院を訪れ、アルランソン川にいくつかの水車小屋をつくり、自らディエゴ伯の息子であると示した[5]。
- フェルナンド・ディアス - ランタロン及びセレソ伯（913年 - 921年頃）[8]

## 記念像

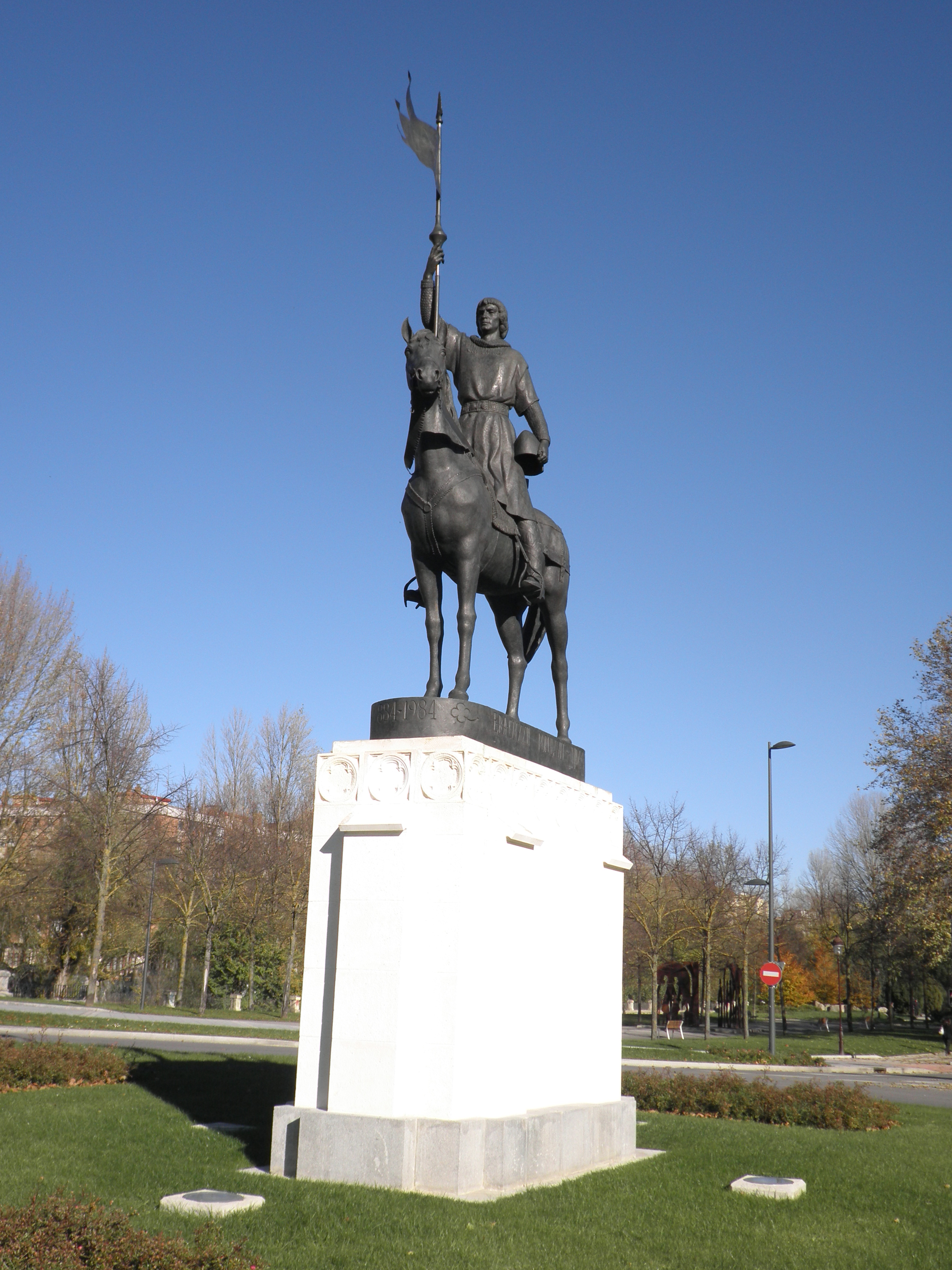
人類進化博物館近くのディエゴの騎馬像

ブルゴスの人類進化博物館近くの環状交差点には、1983年に彫刻家フアン・デ・アビロスが制作した、ディエゴを称える騎馬像がある。また、ブルゴスのアルコ・デ・サンタ・マリアにも16世紀の像がある。